# DeLand
Pour les articles homonymes, voir Deland (homonymie).
La ville de DeLand est le siège du comté de Volusia, situé en Floride, aux États-Unis. DeLand comptait 27 031 habitants en 2010.

## Histoire
Lorsqu'il créa la ville de DeLand à l'intérieur des terres en 1876, l'industriel new-yorkais Henry Addison DeLand (en) souhaitait en faire une « Athènes de la Floride ». Sept ans plus tard, il fondait la DeLand Academy, ultérieurement rebaptisée Stetson University en l'honneur du célèbre chapelier de Philadelphie John B. Stetson, ami de DeLand et généreux donateur. L'établissement compte de remarquables bâtiments, parmi lesquels le DeLand Hall, construit en 1884, et l'imposante President's House, demeure du recteur datant de 1910.

## Démographie
| 1890  | 1900  | 1910  | 1920  | 1930  | 1940  |
| ----- | ----- | ----- | ----- | ----- | ----- |
| 1 113 | 1 449 | 2 812 | 3 324 | 5 246 | 7 041 |

| 1950  | 1960   | 1970   | 1980   | 1990   | 2000   |
| ----- | ------ | ------ | ------ | ------ | ------ |
| 8 652 | 10 775 | 11 641 | 15 354 | 16 491 | 20 904 |

| 2010   | - | - | - | - | - |
| ------ | - | - | - | - | - |
| 27 031 | - | - | - | - | - |